# Josef Bican
Josef Bican hay Josef "Pepi" Bican (1913–2001) là tiền đạo người Áo-Hung (cũ), thi đấu cho 2 đội tuyển quốc gia là Áo và Tiệp Khắc. Ông là cầu thủ ghi các bàn thắng chính thức nhiều thứ 2 thế giới được ghi nhận trong lịch sử theo Rec.Sport.Soccer Statistics Foundation chỉ xếp sau Cristiano Ronaldo, với hơn 805 bàn thắng được ghi trong ít nhất 530 trận chính thức và tổng cộng 1468 bàn thắng bao gồm cả các trận giao hữu. Tổng số 805 bàn thắng được công nhận từ FIFA.

## Phong cách chơi bóng
Bican giống với Sir Stanley Matthews,họ đều là những cầu thủ có lối sống chuẩn mực nên nền tảng thể lực sung mãn giúp ông có thể chơi bóng đến 42 tuổi.'Pepibican' thực sự là nỗi khiếp sợ của mọi hàng thủ với tốc độ như một vận động viên điền kinh (100m/10.8s),kĩ thuật và những cú sút như búa bổ.Nguồn Lưu trữ ngày 13 tháng 12 năm 2012 tại Wayback Machine

## Cuộc đời và sự nghiệp
Bican được sinh ra trong một gia đình nghèo ở Viên. Mẹ ông là Ludmila và bố là František Bican. Ông là con thứ hai trong ba người con. [2] Ludmila là người Viennese lai Séc còn František lại đến từ Sedlice ở miền Nam Bohemia. František, cha của Josef cũng là một cầu thủ từng chơi cho Hertha Vienna. Ông đã đi chiến đấu trong Thế chiến I và trở về mà không bị thương tật gì. Tuy nhiên, František mất lúc mới 30 tuổi vào năm 1921 bởi vì ông đã từ chối điều trị chấn thương thận trong một trận đấu bóng đá. Mẹ của ông làm việc trong một nhà bếp nhà hàng. Vì nhà nghèo, thuở nhỏ Bican chơi bóng đá mà không có bất cứ đôi giày nào, tuy nhiên điều này đã giúp ông trau dồi kỹ năng kiểm soát bóng của mình. Bican học tại trường Jan Amos Komenský, một trường học Cộng hòa Séc tại Viên. Bốn năm sau cái chết của cha mình vào năm 1925, mười hai tuổi Bican bắt đầu chơi cho đội trẻ Hertha Vienna, Hertha Vienna II. Năm 18 tuổi, Rapid Vienna - một câu lạc bộ lớn trong thành phố vào thời điểm đó - phát hiện ra tài năng của ông và đưa ông về

## Chuyên nghiệp
Năm 1937, Bican rời Viên để tham gia câu lạc bộ Séc Slavia Prague [2]. Ông chơi cho Slavia trong suốt chiến tranh thế giới thứ II. Trong 8 mùa giải đấu, ông ghi được 328 bàn, bao gồm 57 bàn trong 24 trận đấu một năm. Ba lần trong sự nghiệp của mình, Bican ghi được bảy bàn thắng trong một trận đấu [3] Trong một trận đấu 1939/40 so với Zlín, Bican chọc thủng bảy 7 lần vào lưới của Slavia trong chiến thắng 10-1. [3] Trong mùa giải 1940-1941, một lần nữa Bican ghi đến 7 bàn vào lưới của Zlín để rồi chiến thắng với tỉ số 12-1. [3] 1947/48 trước khi Bican đạt mốc trận đấu thứ ba bảy mục tiêu của mình, như Slavia đánh bại České Budějovice với tỉ số 15-1. [3]
Bican là vua phá lưới 12 lần trong sự nghiệp cầu thủ 27 năm của mình và cầu thủ ghi bàn hàng đầu của châu Âu trong 5 mùa liên tiếp, từ 1939/40 1943/44.
Trong châu Âu bị tàn phá sau chiến tranh, một số các câu lạc bộ lớn nhất của châu Âu nên đã muốn Bican. Juventus đã chủ động mời Bican, nhưng ông từ chối, cho là sau khi ông được thông báo rằng Cộng sản có thể mất hơn Italy. Ông ở lại Prague, và trớ trêu thay, những người Cộng sản lên nắm quyền vào năm 1948. Bican từ chối gia nhập Đảng cộng sản, cũng như ông đã từ chối gia nhập Đảng Quốc xã tại Áo.
Bican đã cố gắng để cải thiện vị thế của họ với Cộng sản bằng cách tham gia thép hoạt động Železárny Vítkovice. Năm 1951, ông gia nhập FC Hradec Králové, nhưng, ngày 01 tháng năm 1953, Đảng Cộng sản đã buộc ông phải rời khỏi thành phố và, do đó, câu lạc bộ. Sau khi bị buộc phải rời khỏi, ông trở về với Slavia Prague, hoặc, như nó đã được biết đến sau đó, Dynamo Prague. Cuối cùng ông đã nghỉ hưu từ chơi, vẫn còn ở Slavia, ở tuổi 42 vào năm 1955. Ông là người chơi lâu đời nhất trong liên minh tại thời điểm đó. Trong thời gian này Bican một thời gian ngắn được quản lý Hradec Králové và Slavia và sau đó được bổ nhiệm làm HLV của Pilsen.

## Sự nghiệp Quốc tế
Ngày 29 Tháng Mười Một năm 1933, từ 20 năm và 64 ngày, Bican xuất hiện lần đầu của mình cho Áo trong một trận hòa 2-2 trước Scotland. Ông đã chơi bóng cho họ tại World Cup năm 1934, khi Wunderteam Áo đã tới vòng bán kết. Mục tiêu đơn độc của mình trong giải đấu thêm thời gian trong chiến thắng Áo 3-2 trước Pháp.
Đồng thời Bican được chơi cho Slavia Prague, ông nộp đơn xin quốc tịch Séc. Tuy nhiên, khi ông cuối cùng đã trở thành một công dân Cộng hòa Séc, ông phát hiện ra rằng một lỗi văn thư có nghĩa là ông không thể chơi tại World Cup vào năm 1938. Tổng cộng, anh ghi được 34 bàn trong 34 trận đấu quốc tế trong 3 đội (Áo, Tiệp Khắc và Bohemia và Moravia). Cuối cùng xuất hiện đội tuyển quốc gia của ông đã cho Tiệp Khắc trong trận thua 3-1 trước Bulgaria vào ngày 4 tháng 9 năm 1949. [4]
Tuy nhiên, thành công của ông cũng là con dao 2 lưỡi. Các thành viên khác của đội bóng trở nên ghen tị với những thành công, vẻ hào nhoáng của Bican. Ông thường được gọi là "kẻ cơ hội". [5]